# Марсель Аллен
Марсель Аллен (повне ім'я: Паскаль Марі Едуард Марсель Аллен; фр. Pascal Marie Édouard Marcel Allain; 15 вересня 1885, Париж, Франція — 25 серпня 1969, Андресі, Франція) — французький письменник, журналіст. Відомий своїми книгами про Фантомаса, написаними разом із П'єром Сувестром.
Загалом написав близько 540 книг

## Життєпис
Марсель Аллен народився в Парижі, у будинку № 23 по Квітковій набережній. Його батько був адвокатом та високоосвіченою людиною. Хлопчик з дитинства полюбляв читати та мріяв про далекі подорожі. Останнє захоплення ледь не призвело до трагічних наслідків. Хлопчина кілька разів тікав з дому та намагався потрапити на справжній корабель і податися на ньому в мандри. Одного разу він навіть вийшов у шлюпці у відкрите море і заплив так далеко, що його змушені були рятувати два англійські судна.
У 1903 році він закінчив ліцей, що знаходився на вулиці Помп. Як не дивно, але за десятиліття до цього тут навчався і його майбутній друг та письменник — П'єр Сувестр.
Аллен навчався на юридичному факультеті, потім після захисту дисертації працював у Паризькому суді. Завдяки тому, що він мав спеціальність адвоката, Марселю пощастило взяти інтерв'ю у знаменитої паризької злодійки, яка носила прізвисько «Золота Каска» і знаходилася у в'язниці Санте. Щоправда, Марсель також розповідав і про те, що йому вдалося вкрасти пропуск до в'язниці зі столу судді, коли той вів розмови на світську тему з молодиком.
Але у редакції газети «Пті Парізьєн» Аллену не повірили і насміявшись досхочу, його просто виставили за двері — подумали, що він вигадав це інтерв'ю і намагається таким чином прославитись.

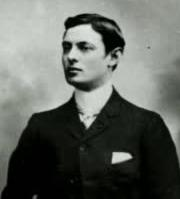
П'єр Сувестр

Нарешті, молодому чоловікові поталанило: він познайомився з головним редактором газети «Наше дозвілля» Леоном Лафаже. У червні 1906 року тут друкується перша стаття Марселя Аллена під назвою «Помста моряка». Але на багато років вона залишиться єдиною авторською публікацією Аллена, якщо не брати до уваги ті факти, що він друкував свої нариси під різними псевдонімами.
У 1907 році, їдучи потягом, Марсель знайомиться з Марієттою Лемуан, дружиною фотографа, який був знайомий з П'єром Сувестром. Через деякий час Аллен зізнався Марієтті, що має великі проблеми зі своїм фінансовим становищем. Справа полягала в тому, що його було позбавлено даху над головою через сварку з батьком, а постійної роботи юнак ще не мав. Щоб заспокоїти його, Лемуан познайомила Аллена зі Сувестром, який шукав собі секретаря.

### Співпраця з Сувестром
Незважаючи на ледь помітну кульгавість правої ноги через кістковий туберкульоз, П'єр Сувестр був надзвичайно вродливим чоловіком. Він прийняв Аллена на посаду секретаря.
Звільненого від служби в армії, Аллена незабаром було зачислено до штату журналу «Важка вантажівка». Два роки молодий чоловік працював на Сувестра «літературним негром». Оцінивши його талант та заповзятливість, П'єр Сувестр пропонує юнакові партнерство на рівних правах. Так, 11 січня 1909 року вперше авторами публікації роману «Рур» були названі Аллен та Сувестр. Ось так народився новий літературний дует.
У спортивному романі «Рур» вперше письменники випробували майже всі ті літературні особливості, які згодом принесуть такий великий успіх серії романів про невловимого злочинця «Фантомаса».

### Фантомас
Завдяки великому успіху у читаючої публіки «Рур», Сувестр та Аллен паралельно починають анонімно друкувати пародію на власний твір під назвою «Фур» (з франц. «провал»).
У 1910 році вони публікують роман «Відбиток» та «Руаяльда». В обох книгах вперше з'являють персонажі — журналіст Фандор та інспектор поліції Жюв. Остання книга цікава ще й тим, що замість звичайних ілюстрацій вона супроводжувалася фотографіями, на яких, зокрема, зіграли самих себе (авторів п'єс) Сувестр з Алленом.
Через два місяці після публікації роману «Відбиток» Сувестр підписує контракт з Фаяром на серію романів. В угоді ще навіть не зазначалися назви майбутніх книжок чи хоча би всієї серії.
Завдяки випадку, автори вигадали незвичайне ім'я головному злодієві серії — Фантомас. Його супротивниками стали Жером Фандор та Жюв.
Романи мали шалений успіх! Замість запланованих п'яти романів, автори, неначе з ковеєра, друкують 32 частини серії за 3 роки (з лютого 1911 по вересень 1913 року — по одній книзі за місяць). Саме через такий шалений ритм, з яким виходили нові серії і пояснюється велика кількість огріхів та помилок в книгах: автори просто не мали часу на більш детальну розробку сюжетів.
В останній, 32 книзі про Фантомаса, автори топлять його серед уламків судна «Гігантик».
14 лютого 1914 року П'єр Сувестр помирає від «іспанки». Його смерть перекреслила багато запланованих літературних проектів.
Перед смертю він встиг відіслати Марселю Аллену історичний роман «Лицар Панаш», який буде опублікований вже після війни. Його автором буде зазначено лише одного Аллена (через тяганину щодо спадку померлого). Також Аллен переробив сценарій Сувестра «Револьтозо».
Після війни Марсель Аллен продовжив серію про Фантомаса: з 1926 по 1963 рр. було видано ще 12 романів про злодія і його вічних супротивників — Фандора та Жюва.

### Романіст
У 1915 році він опублікував серію книг «Зізі, переможець бошів», друкує статті та репортажі у провідних журналах та газетах, пов'язаних з літературою.
У 1926 році Аллен одружується з Анрієттою Кітцлер, колишньою подружкою та коханкою П'єра Сувестра (саме з неї був списаний образ леді Белтхем у «Фантомасі»).
У 1920-х та 1930-х роках з-під пера Аллена виходять серіали: «Жінки-жертви» (1921, 5 томів), «Нові пригоди Фантомаса» (1926, 5 томів), «Фатала» (1930-1931, 22 томи), «Міс Терія» (1931-1932, 12 томів) тощо.
Також Аллен опублікував окремі детективні романи «Пан Ніхто» (1936) та «Чоловік, який зустрінеться з собою» (1942).
Найкращим своїм твором Марсель Аллен вважав роман «Пані Сатана» (1934), відома також за назвою «Трагічна жінка».
У 1950-х роках публікуються серії «Комісар Булар» та «Серцеїд».
25 травня 1969 року Марсель Аллен помер.